# Чернигов древний
«Чернигов древний» (укр. Чернігів стародавній) — национальный историко-архитектурный заповедник, расположенный на территории Деснянского и Новозаводского районов Чернигова (Украина). Занимает парково-архитектурные ансамбли центральной части города и является местом отдыха горожан и гостей города.

## История
Постановлением Совета Министров УССР от 20.02.1967 № 125 был создан «Черниговский государственный архитектурно-исторический заповедник», как филиал государственного архитектурно-исторического заповедника «Софиевский музей». Постановлением Совета Министров УССР от 22.06.1972 № 344 «Черниговский государственный архитектурно-исторический заповедник» реорганизован в самостоятельное учреждение с филиалом в Новгород-Северском. Решением Черниговского областного исполкома от 27.08.1990 филиал в Новгород-Северском был выделен в отдельное учреждение — национальный историко-архитектурный заповедник «Слово о полку Игореве». Указом Президента Украины от 29.12.1998 № 1392/98 заповеднику был предоставлен статус национального. Распоряжением Кабинета Министров Украины от 24.04.2003 № 233-р целостный имущественный комплекс заповедника передан из общей собственности территориальных общин Черниговской области в государственную собственность и отнесён в сферу управления Государственного комитета Украины по строительству и архитектуре

## Описание
Заповедник — один из главных туристических объектов Чернигова и Черниговского края. «Чернигов древний» насчитывает 49 памятников археологии, архитектуры, истории или монументального искусства — 29 национального значения и 20 местного значения или вновь выявленных. Занимает древнейшую часть современного города Чернигова.
Охранная зона заповедника была определена с учётом наработок Научно-исследовательского института теории и истории архитектуры и градостроения, которым в 1997 году был скорректирован историко-архитектурный опорный план и зоны охраны города Чернигова, что нашло отображение в Генеральном плане города Чернигова, утверждённом в 2003 году. При этом в охранную зону заповедника включили древнейшие распланировочные части Чернигова: Окольный град, Третьяк и Подол.
Заповедник представлен 7 отдельно расположенными участками:
1. «Детинец» (III—XVIII века) летописного Чернигова и Цитадель: Дом архиепископа, Здание полковой канцелярии, Спасо-Преображенский собор, Борисоглебский собор, Коллегиум, Дом пансиона гимназии, Пушки с бастионов Черниговской крепости, памятники Т. Г. Шевченко, А. С. Пушкину, И. С. Мазепе и князю Игорю, братская могила советских воинов, памятник знак на месте дома местного комитета партии, остатки каменных ворот, фундаменты терема, фундаменты церкви
2. Фундамент Благовещенской церкви (XII века) (вдоль Музейной улицы, между домами № 4 и 6) — непосредственно восточнее исторического музея
3. Третьяк — Екатериниская церковь и фундамент древнерусской церкви
4. Елецкая Гора — Комплекс сооружений Елецкого монастыря (XII—XVIII век): Успенский собор, колокольня Успенского собора, Северные кельи, Восточные кельи, Юго-западные кельи, стены и ворота, Дом Феодосия, Петропавловская церковь с трапезной, усыпальница Якова Лизогуба, остатки дома Игумена, некрополь монастыря
5. Болдины горы — Комплекс сооружений Троицко-Ильинского монастыря (XI—XIX век): Троицкий собор, колокольня Троицкого собора, Введенская церковь, Северо-восточные кельи, Южные кельи, Юго-западные кельи, Юго-восточные кельи, Дом архиерея, книгоиздательство, стены с воротами и башнями Троицко-Ильинского монастыря, могила Л. И. Глебова, могила Г. С. Щербины, памятный знак С. Д. Подобайло
6. Южный склон Болдиной горы — Комплекс сооружений Ильинской церкви: Ильинская церковь (конец XI — начало XII века), колокольня (конец XIX — начало XX века), пещеры и подземные сооружения (Антониевы пещеры) (XI—XVIII века)
7. Пятницкая церковь (сквер имени Богдана Хмельницкого)

Четыре памятника национального значения не включены в состав заповедника: два архитектуры — дом губернатора и Воскресенская церковь и колокольня, два археологии — курганный могильник «Болдина гора» и курган «Чёрная могила», два истории — усадьба М. М. Коцюбинского и могила М. М. Коцюбинского. Курганный могильник «Болдина гора» было предложено рассматривать как резервную территорию, предназначенную для перспективного развития заповедника; является часть охранной зоны заповедника.
На территории заповедника сохраняются памятники и объекты культурного наследия, осуществляется охрана археологического культурного слоя, а также традиционного характера среды: ландшафта, исторически сформированного планирования, парцелляции, застройки, малых архитектурных форм, элементов исторического благоустройства. По специальным проектам, согласованным в установленном порядке, проводятся работы по консервации, реставрации, реабилитации, приспособления, музеефикации памятников, регенерации их среды, благоустройства и озеленения территории, реконструкция и строительство необходимых для эксплуатации памятников инженерных сетей.
На территории заповедника запрещено строительство, земляные работы, прокладка транспортных коммуникаций и инженерных сетей, если это не связано с обеспечением функционирования заповедника и его памятников, а также в случаи, если эти работы нарушают подземные части памятников или гидрологический режим территории. Запрещено обустройство воздушных линий электросетей и наземных трансформаторных пунктов.
На территории заповедника обеспечивается проведение археологических исследований с музеефикацией обнаруженных раскопками древний зданий и сооружений. При этом запрещено раскапывание «на снос» археологического культурного слоя по всей его площади и на всю глубину. Необходимо резервировать не раскопанные участки культурного слоя как эталон на будущее. Любым земляным и строительным работам, запланированным на территории заповедника, должны предшествовать археологические исследования (раскопки), а сами работы должны осуществляться под присмотром специалиста-археолога.
Согласно с действующим в 2009 году Правилам застройки и использования территории города Чернигова, на территории заповедника по специальным соглашениям допускается размещение таких объектов: кафе, рестораны, выставочные залы, музеи, магазины, киоски (сувениров, литературы и другие), открытые автостоянки, стоянки для туристического транспорта, общественные уборные, малые архитектурные формы, объекты инженерно-технической инфраструктуры для обслуживания территории, объекты ландшафтного благоустройства и озеленения. При этом новые объекты (здания или сооружения) по высоте не должны превышать 9 метров и проектироваться только по индивидуальным проектам в рамках общей концепции или регенерации заповедника.

## Деятельность
Основные направления деятельности:
1. охрана и реставрация памятников архитектуры и истории
2. научно-просветительская деятельность
3. научно-исследовательская деятельность
4. учёт и сохранение музейных ценностей

Коллективом заповедника организовываются научные чтения «Черниговские древности» («Чернігівські старожитності»), подготовлено свыше 450 научных трудов, издаются материалы конференций и книги, совершено свыше 45 научных и поисковых экспедиций, проводятся выставки. В целом за 40 лет было проведено свыше 120 временных выставок и действует 10 постоянных экспозиций.